# Élections en Iran
L'Iran élit au suffrage universel le chef du gouvernement (le président de la république), une législature (le Majlis d'Iran) et une assemblée des experts (qui élit le chef de l'état, le Guide suprême). Des élections locales ont lieu tous les quatre ans à travers le pays. Le président est élu par le peuple pour un mandat de quatre ans, renouvelable une fois. Le Parlement, ou Assemblée Consultative Islamique (Majlis-e Shura-ye Eslami) compte 290 membres, élus pour quatre ans. Les élections de l'assemblée des experts se tiennent tous les huit ans. Tous les candidats doivent avoir été approuvés par le Conseil des Gardiens. Depuis Janvier 2007, tout Iranien de plus de 18 ans a le droit de vote. Pour plus de détails, voir Politique de l'Iran.

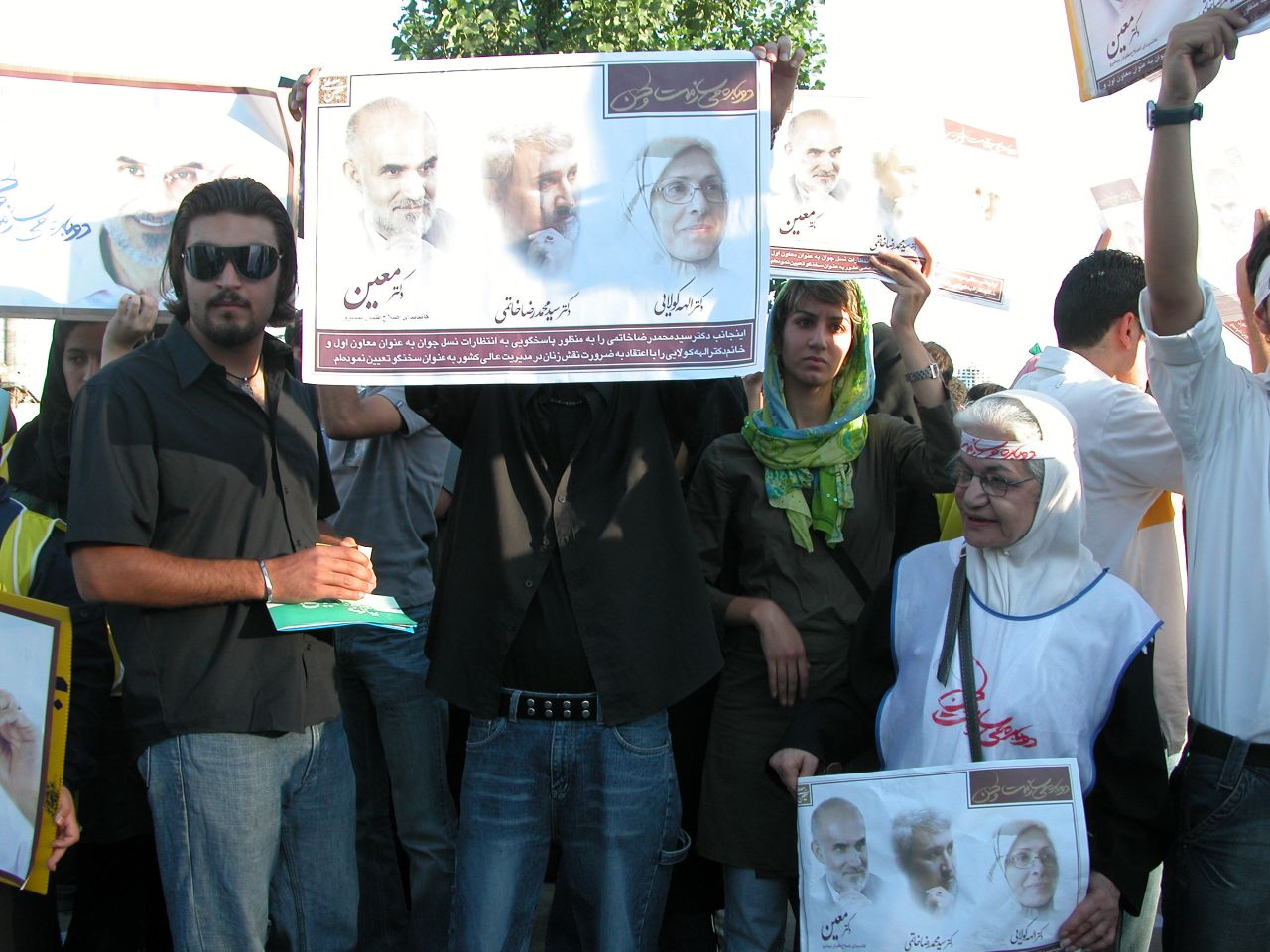
Iraniens en campagne à Téhéran (2005).

## Élections présidentielle
Le Président de la République est élu pour sa part au suffrage universel direct, pour un mandat de quatre ans, renouvelable une fois.

### Candidature
Pour être accepté par le Conseil des gardiens de la Constitution, toute candidature à la présidence de la République doit réunir les conditions suivantes :
- le candidat doit être une personnalité religieuse ou politique reconnue ;
- être d'origine ou de nationalité iranienne ;
- avoir de bons antécédents ;
- être honnête, vertueux et dévoué à l'islam et au régime de la République islamique.

Rien n’interdit une femme à se présenter à la candidature. Cependant à chaque élection les candidates femmes ont été écartées par le Conseil des gardiens. La constitution ne donne aucune indication précise à ce sujet, .

### Liste des élections présidentielles
- Élection présidentielle iranienne de 1980
- Élection présidentielle iranienne de juillet 1981
- Élection présidentielle iranienne d'octobre 1981
- Élection présidentielle iranienne de 1985
- Élection présidentielle iranienne de 1989
- Élection présidentielle iranienne de 1993
- Élection présidentielle iranienne de 1997
- Élection présidentielle iranienne de 2001
- Élection présidentielle iranienne de 2005
- Élection présidentielle iranienne de 2009
- Élection présidentielle iranienne de 2013
- Élection présidentielle iranienne de 2017
- Élection présidentielle iranienne de 2021
- Élection présidentielle iranienne de 2024

## Élections législatives
- Élections législatives iraniennes de 1980
- Élections législatives iraniennes de 1984
- Élections législatives iraniennes de 1988
- Élections législatives iraniennes de 1992
- Élections législatives iraniennes de 1996
- Élections législatives iraniennes de 2000

### Élections législatives de 2004
| Orientation des candidats | Votes | % | Sièges |
| --- | ----- | - | ------ |
| Conservateurs |       |   | 156    |
| Réformateurs |       |   | 39     |
| Indépendants |       |   | 31     |
| Élus au second tour |       |   | 59     |
| “Minorité religieuses reconnues” (Arméniens (2 sièges), Chrétiens chaldéens et assyriens (partagent 1 siège), Juifs (1 siège), Zoroastriens (1 siège)) |       |   | 5      |
| Total (Participation autour de 50 %) |       |   | 290    |
| Source: IPU |       |   |        |

### Élections législatives de 2008
| Partis | Sièges (1er tour) | Sièges (2d tour) | Sièges (total) |
| --- | ----------------- | ---------------- | -------------- |
| Front des principalistes unifié                                                                                  | 90                | 27               | 117            |
| Conservateurs pragmatiques                                                                                       | 42                | 11               | 53             |
| Réformistes | 31                | 15               | 46             |
| Indépendants | 40                | 29               | 69             |
| Minorités religieuses reconnues Arméniens (2), Chrétiens Chaldéens et Assyriens (1), Juifs (1), Zoroastriens (1) | 5                 | 0                | 5              |
| Total (Participation autour de 60 %)                                                                             | 208               | 82               | 290            |
| Sources : site nzz.ch                                                                                            |                   |                  |                |

## Élections sous la Monarchie Constitutionnelle (1906-1979)

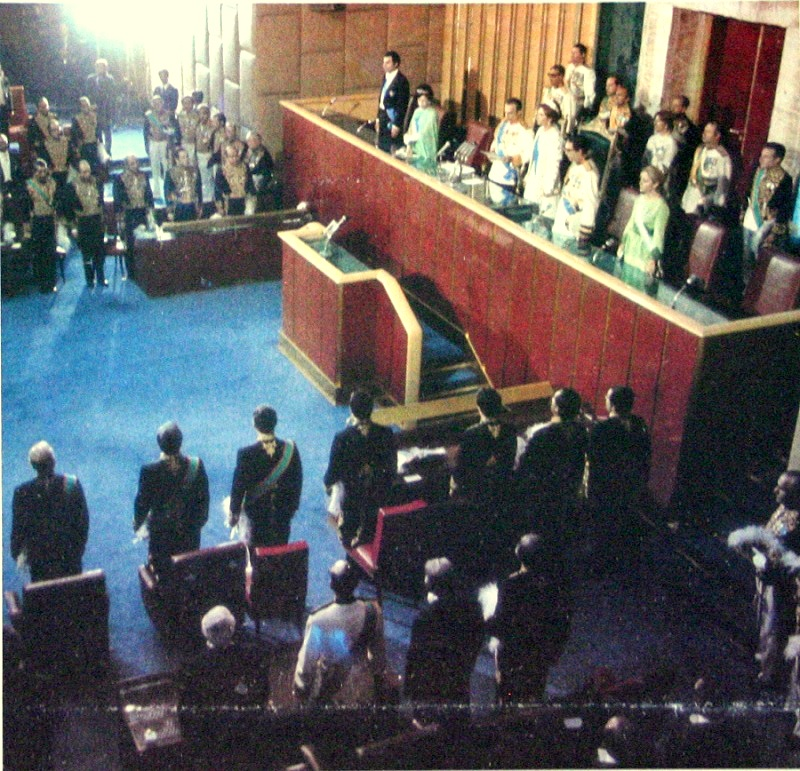
Mohammad Reza Chah Pahlavi inaugurant le Sénat iranien, 1975

### Élections sénatoriales (Sénat - Chambre Haute)
- Élections sénatoriales iraniennes de 1949
- Élections sénatoriales iraniennes de 1954
- Élections sénatoriales iraniennes de 1960
- Élections sénatoriales iraniennes de 1963
- Élections sénatoriales iraniennes de 1967
- Élections sénatoriales iraniennes de 1971
- Élections sénatoriales iraniennes de 1975

### Élections législatives (Majlis- Chambre Basse)

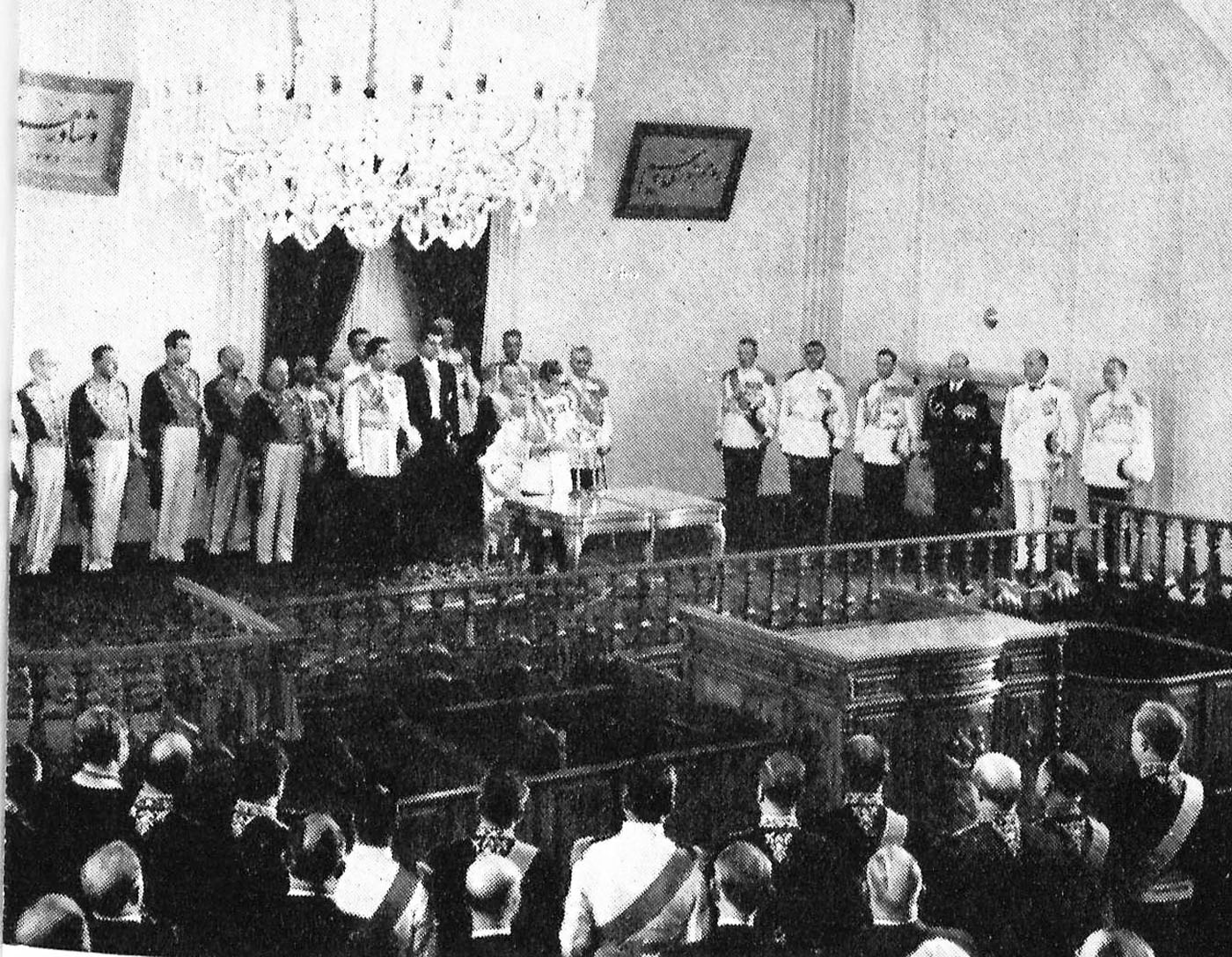
Mohammad Reza Chah Pahlavi inaugurant le Majlis, années 1950

- Élections législatives iraniennes de 1906
- Élections législatives iraniennes de 1909
- Élections législatives iraniennes de 1914
- Élections législatives iraniennes de 1921
- Élections législatives iraniennes de 1923
- Élections législatives iraniennes de 1926
- Élections législatives iraniennes de 1928
- Élections législatives iraniennes de 1930
- Élections législatives iraniennes de 1933
- Élections législatives iraniennes de 1935
- Élections législatives iraniennes de 1937
- Élections législatives iraniennes de 1939
- Élections législatives iraniennes de 1941
- Élections législatives iraniennes de 1944
- Élections législatives iraniennes de 1947
- Élections législatives iraniennes de 1950
- Élections législatives iraniennes de 1952
- Élections législatives iraniennes de 1954
- Élections législatives iraniennes de 1956
- Élections législatives iraniennes de 1960
- Élections législatives iraniennes de 1961
- Élections législatives iraniennes de 1963
- Élections législatives iraniennes de 1967
- Élections législatives iraniennes de 1971
- Élections législatives iraniennes de 1975

## Référendums
- Référendum iranien de 1953
- Référendum iranien de 1963
- Référendum iranien de mars 1979
- Référendum iranien de décembre 1979
- Référendum iranien de 1989